# Черкутинское сельское поселение
Черкутинское сельское поселение — муниципальное образование в Собинском районе Владимирской области.
Административный центр — село Черкутино.

## География
Территория поселения расположена в северо-западной части района.

## История
Черкутинский сельсовет образован в 1920-х годах в составе Черкутинской волости Владимирского уезда, с 1929 года в составе Ставровского района, в 1932-1945 годах — в составе Собинского района. В 1954 году в состав сельсовета включены населённые пункты упразднённого Алепинского сельсовета, с 1965 года — вновь в составе Собинского района .
Черкутинское сельское поселение образовано 6 мая 2005 года в соответствии с Законом Владимирской области от 06.05.2005 № 38-ОЗ. В его состав вошла территория бывшего Черкутинского сельсоветов.

## Население
| 2010 | 2011  | 2012  | 2013 | 2014 | 2015 | 2016 | 2017 | 2018 |
| ---- | ----- | ----- | ---- | ---- | ---- | ---- | ---- | ---- |
| 1038 | ↘1034 | ↘1013 | ↘938 | ↘912 | ↘888 | ↘861 | ↘851 | ↘838 |
| 2019 | 2020  | 2021  |      |      |      |      |      |      |
| ↘821 | ↘810  | ↗861  |      |      |      |      |      |      |

## Состав сельского поселения
В состав поселения входит 8 населённых пунктов:
| № | Населённый пункт | Тип населённого пункта       | Население |
| - | ---------------- | ---------------------------- | --------- |
| 1 | Волково          | деревня                      | ↗2        |
| 2 | Горямино         | деревня                      | ↗8        |
| 3 | Захарино         | деревня                      | ↗8        |
| 4 | Некрасиха        | деревня                      | ↗3        |
| 5 | Николютино       | деревня                      | →0        |
| 6 | Пасынково        | деревня                      | ↘0        |
| 7 | Черкутино        | село, административный центр | ↘824      |
| 8 | Юрино            | деревня                      | ↘16       |

## Известные уроженцы
- Шишов, Фёдор Фёдорович (1901—1944) — советский военачальник, полковник. Родился в деревне Лутино[17], ныне несуществующее село располагавшееся на территории нынешнего Черкутинского сельского поселения.